# 林炳昌
林炳昌（英文：Andrew Lam） ，香港律師，畢業於香港中文大學社工系。人稱「廉署剋星」，因為2004年香港上市公司先科國際案干擾證人，及與先科主席黃創光，串謀妨礙司法公正罪成，判入監獄最少4年，後加刑至6年。2010年，林炳昌上訴至終審法院，五位法官一致裁定上訴得直，獲撤消所有控罪。
現為銘源醫療主席。

## 外部參考
- 先科案林炳昌，2009年2月上訴失敗，要再入獄兼加刑 （页面存档备份，存于）